# 22705 Ерінедвардс
22705 Ерінедвардс (22705 Erinedwards) — астероїд головного поясу, відкритий 14 вересня 1998 року.
Тіссеранів параметр щодо Юпітера — 3,279.